# Galovac (Bjelovar)
Pour les articles homonymes, voir Galovac.
Galovac est un village de la municipalité de Bjelovar, situé dans le comitat de Bjelovar-Bilogora (région de Slavonie) en Croatie.